# Rainer B. Zotz
Rainer Bernd Zotz (* 26. Oktober 1956 in Koblenz; † 26. September 2022) war ein deutscher Mediziner und Hämostaseologe.

## Werdegang
Rainer B. Zotz, der aus der österreichisch-deutschen Unternehmer-, Künstler- und Gelehrtenfamilie Zotz stammte, promovierte 1983 nach dem Medizinstudium an der Johannes-Gutenberg-Universität in Mainz. Er absolvierte eine Weiterbildung zum Arzt für Laboratoriumsmedizin im Bundeswehrzentralkrankenhaus Koblenz und zusätzlich eine internistische und klinisch-chemische Ausbildung am Universitätsklinikum Essen. Seine Habilitationsschrift behandelte Molekular-epidemiologische Studien zur Risikobeurteilung bei arterieller und venöser Thrombophilie. Ab 1994 war Zotz als Forscher und Arzt am Institut für Hämostaseologie und Transfusionsmedizin (IHTM) der Heinrich-Heine-Universität Düsseldorf tätig. Er gründete mit Dietmar Klimas ein Laborinstitut.

## Forschung
Seine Habilitationsschrift zeigte neue Lösungsmodelle beim Identifizieren, Quantifizieren und Bewerten molekulargenetischer und plasmatischer Risikofaktoren der Thrombophilie. „Die Lösungen bieten die Basis für eine zukünftige Risikostratifizierung, besonders für eine individualisierte risikoangepasste Vorbeugung gegen Thrombose.“
Zotz stellte 2007 eine internationale Studie mit 68.000 Patienten aus 358 Kliniken in 32 Ländern vor, bei der weltweit große Mängel in der Thrombose-Prophylaxe stationär aufgenommener Patienten zutage traten. Lediglich die Hälfte aller Patienten mit hohem Risiko für eine venöse Thrombose erhielten der Studie zufolge eine angemessene Prophylaxe. Aus Deutschland nahmen 16 größere Krankenhäuser an der Studie teil.

## Auszeichnungen
- 2001 Alexander-Schmidt-Preis der Gesellschaft für Thrombose- und Hämostaseforschung. Titel der preisgekrönten Arbeit: „Prothrombin and Factor V Mutations in Women with a History of Thrombosis during Pregnancy and the Puerperium“.[5]
- 2005 Edens-Preis der Eberhard-Igler-Stiftung für herausragende wissenschaftliche Leistungen auf dem Gebiet der Kreislaufforschung.[6]

## Veröffentlichungen
- Der fluoreszenzserologische Nachweis von antinukleären Faktoren zur Diagnose und Verlaufskontrolle unterschiedlicher rheumatischer Erkrankungen. Mainz 1983
- Untersuchungen zur Sichtbarmachung strömenden Blutes mittels Ultraschall. Experimentelle und klinische Untersuchungen. Mainz 1994
- „Heredität hämostaseologische Ursachen arterieller Thrombozyten“ (mit Rüdiger E. Scharf). Hans D. Bruhn, Viola Hach-Wunderle, Christian M. Schambeck: Hämostaseologie für die Praxis. Stuttgart 2007.
- Hämorrhagische und thromboembolische Erkrankungen. Düsseldorf 2006
- „HPA-1 polymorphism of αIIbβ3 modulates platelet adhesion onto immobilized fibrinogen in an in-vitro flow system.“ Thrombosis Journal 2007; 5: 2.